# 鈴木昭彦
鈴木 昭彦（すずき あきひこ、1958年 - ）は、日本の撮影監督、録音技師である。

## 経歴
1958年、東京都に生まれる。日本大学芸術学部映画学科撮影録音コースを卒業。1982年から1984年まで東京ビデオセンター技術部に勤めたのち、独立。これまでに手がけた作品に『犬猫』、『ニシノユキヒコの恋と冒険』などがある。

## フィルモグラフィー

### 映画
- 夢みるように眠りたい（1986年） - 録音
- メロデ（1989年） - 撮影
- 地獄の警備員（1992年） - 録音
- ファー・イースト・ベイビーズ（1994年） - 録音
- 月より帰る（1994年） - 録音
- ナチュラル・ウーマン（1994年） - 録音
- 冬の河童（1995年） - 撮影・録音
- 六本木フェイク（1997年） - 録音
- CLOSING TIME（1997年） - 録音
- 八月の光（1998年） - 整音
- 怯える（1998年） - 整音
- 天使の楽園（1999年） - 録音
- 息もできない長いKISS（2001年） - 録音
- 波（2001年） - 整音
- 犬猫（2001年） - 撮影・録音
- 火星のカノン（2002年） - 録音
- blue（2003年） - 録音
- ≒会田誠 無気力大陸（2003年） - 整音
- ハーケンクロイツの翼（2004年） - 音響監督
- 犬猫（2004年） - 撮影・整音
- もんしぇん（2006年） - 録音
- 一万年、後....。（2007年） - 録音
- 平凡ポンチ（2008年） - 録音
- 人のセックスを笑うな（2008年） - 撮影
- 2STEPS!（2009年） - 録音
- ヘヴンズ ストーリー（2010年） - 整音
- その後のふたり（2011年） - 録音
- ニシノユキヒコの恋と冒険（2014年） - 撮影・整音・効果
- ポンチョに夜明けの風はらませて（2017年） - 録音

### テレビドラマ
- 古代少女ドグちゃん（2009年） - 録音